# Stenostelma carinatum
Stenostelma carinatum är en oleanderväxtart som först beskrevs av Rudolf Schlechter, och fick sitt nu gällande namn av Arthur Allman Bullock. Stenostelma carinatum ingår i släktet Stenostelma och familjen oleanderväxter. Inga underarter finns listade i Catalogue of Life.